# Lijst van wadi's in Libië

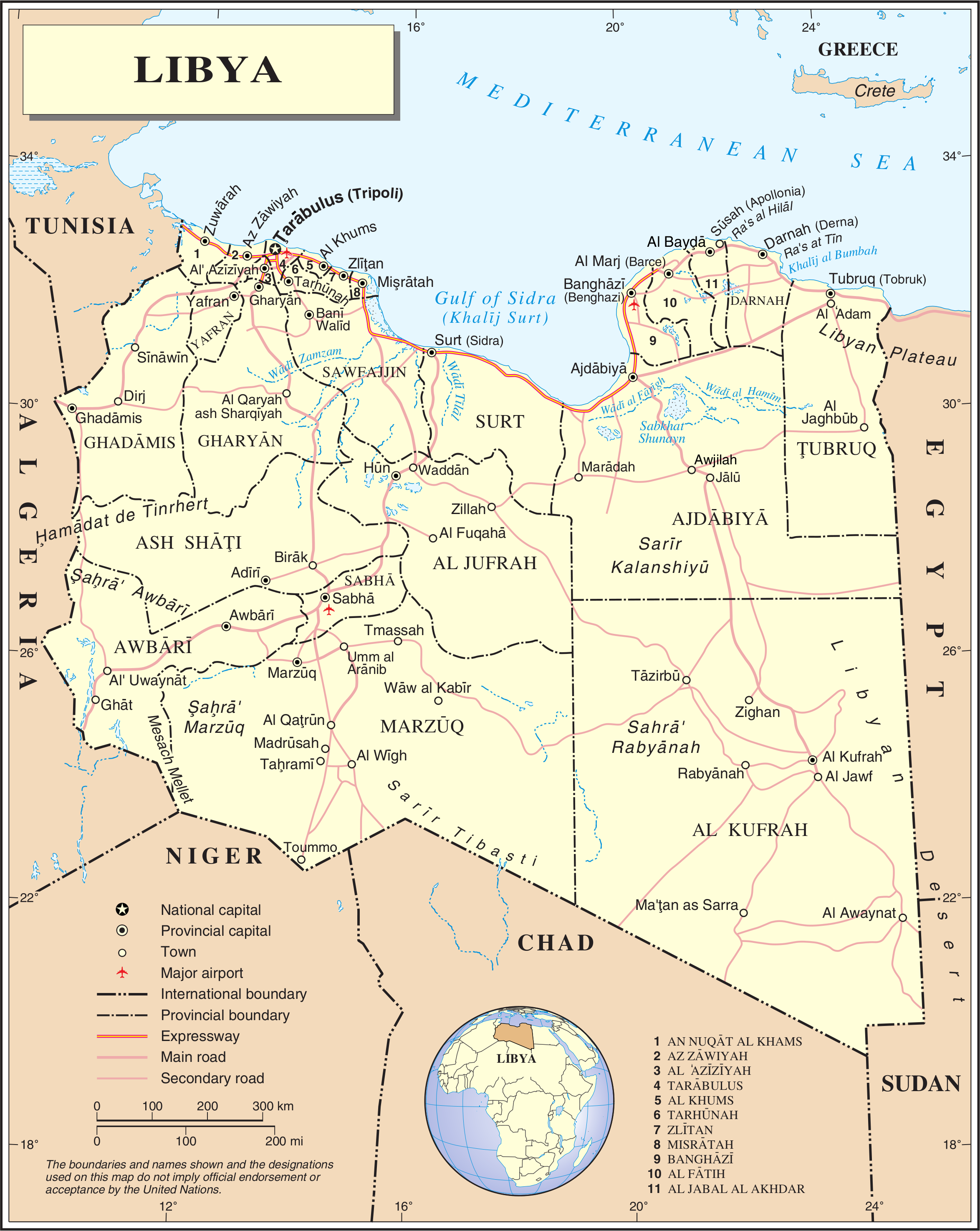
Kaart van Libië met een aantal wadi's.

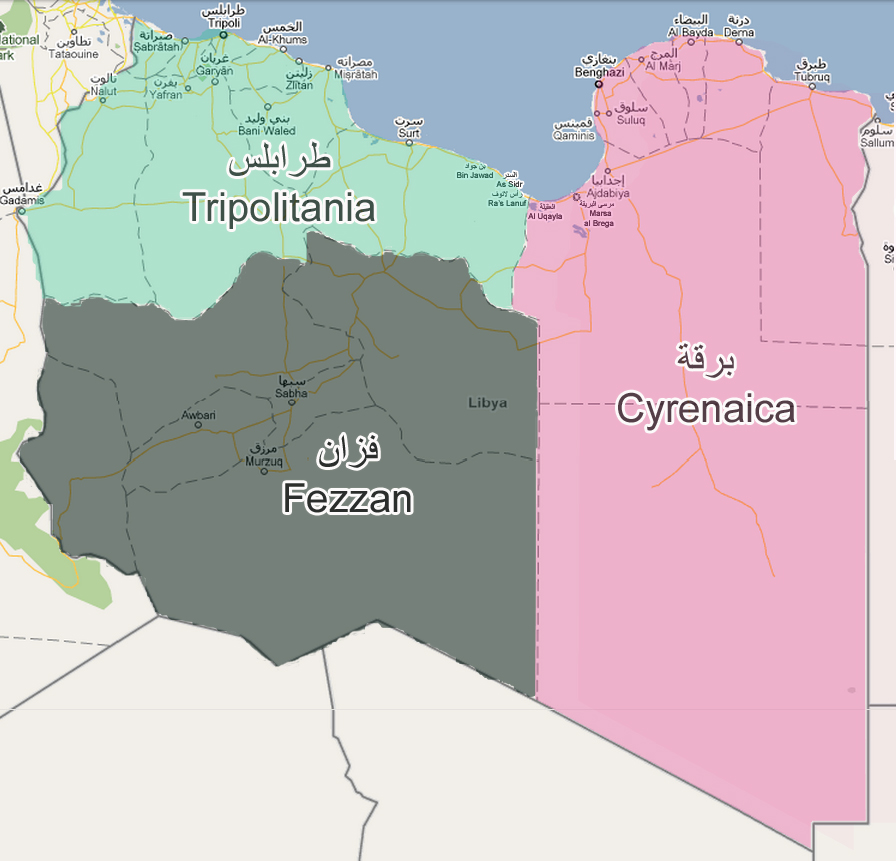
Kaart van de drie regio's van Libië: Tripolitania, Fezzan en Cyrenaica.

Dit is een lijst van wadi's in Libië. De wadi's (rivierdalen die regelmatig droogvallen) zijn gegroepeerd naar regio (Tripolitania, Fezzan en  Cyrenaica) en de opeenvolgende zijstromen zijn ingesprongen weergegeven onder de naam van elke hoofdstroom.

## Tripolitania
- Wadi Awwal
  - Wadi Tanarut
  - Wadi Maymun
- Wadi Majer - nabij Zlitan
- Wadi al Mujaynin
- Wadi Turghut (west)
- Wadi al Masid
- Wadi Turghut (oost)
- Wadi Labdah
- Wadi Ki'am (Wadi Targhalat) - Libië's enige permanente natuurlijke waterstroom
- Wadi Sawfajjin
- Wadi Zamzam
- Wadi Bey al Kabir
- Wadi Thamit
- Wadi Jarif
- Wadi Tilal
- Wadi ar Rijl (Wadi Matratin)

## Fezzan
- Wadi Tanezzuft
- Wadi Barjuj
- Wadi ash Shati
- Wadi Umm al Ara'is
- Wasi an Nashu

## Cyrenaica
- Wadi al Qattarah
- Wadi Darnah
- Wadi al Khalij
- Wadi Husayn
- Wadi al Mu'allaq
- Wadi at Tamimi
- Wadi al Farigh
- Wadi al Hamim